# 천구의 극
천구의 극 또는 천극(天極)은 지구의 자전축이 끝 없이 연장하여, 천구와 만나는 점이다. 천구의 북극과 천구의 남극이 있으며, 천구의 극들은 천구와 교차한다. 천구의 별들은 천구의 극을 중심으로 일주 운동을 한다.

## 같이 보기
- 천구
- 천구의 적도
- 북극성
- 남극성
- 천구 좌표계